# Amirani
Amirani è un personaggio mitologico caucasico la cui epopea è molto simile a quella del Prometeo greco. Con questo nome è ricordato soprattutto in Georgia, ma lo si ritrova con altri nomi e altre vicende presso tutti i popoli caucasici - armeno (Artawadz), osseto, abkaso (Abrskil) circasso (Nesren, Pako), cabardo.
Nella stessa Georgia esistono due versioni della sua storia: quella dei dintorni del monte Kazbeg (o monte Kazbek o ancora monte Mkinvari) e quella del monte Elbrus.
L'elemento comune a tutte è che l'eroe, dotato di grande forza viene punito per la sua temerarietà e legato ad una roccia. L'episodio del furto del fuoco si ritrova solo in alcune versioni.

## Leggenda delle origini

### La versione georgiana
Amirani nasce dalla relazione tra la dea Dalì (protettrice della selvaggina cornuta) e un cacciatore. Alla sua nascita Dio gli conferisce qualità sovrumane. Il padre naturale lo abbandona accanto a una sorgente dove viene raccolto da un contadino che lo alleva insieme ai suoi figli Badri e Usip'. Cresciuto, Amirani vive nei boschi e si dimostra violento; con i fratelli attacca tutti gli estranei che incontra col solo scopo di mettere alla prova la propria forza.
Poi combatte anche contro i Dev, demoni che abitano ai confini delle terre abitate. In seguito, per vendicare uno zio che era stato ucciso, i tre fratelli si mettono alla ricerca del suo uccisore, il gigante tricipite Baq'-Baq'.
Amirani lo affronta in duello e gli taglia le tre teste, da cui escono tre vermi che subito si trasformano in draghi, uno bianco, uno rosso e uno nero. Uccide il drago bianco e quello rosso, ma il nero lo ingoia e si rifugia nel mar Nero (o sottoterra).
L'eroe gli squarcia il ventre e ne esce. Massacra poi un'intera schiatta di demoni.
Si reca poi al di là dei mari alla conquista di una fidanzata, la figlia del re dei demoni Kadzhi. L'esercito dei demoni lo insegue e uccide i suoi fratelli adottivi. Amirani riesce a massacrare tutti gli inseguitori insieme al loro re.
Vincitore, ma disperato per la morte dei fratelli, Amirani si uccide. Viene subito risuscitato insieme ai suoi compagni dalla fidanzata di natura demoniaca.
Amirani comincia a vagare da solo e incontra un gigante che è un morto vivente di cui non riesce a sollevare una gamba. Dio lo aiuta conferendogli forze sovrumane. Insuperbito per la sua forza, sfida a battaglia lo stesso Dio. Questi per punire la sua tracotanza gli fa subire un supplizio distinto in tre fasi:
- Lo incatena ad un palo profondamente conficcato nel terreno.
- Lo seppellisce, incatenato, sotto un masso montano a forma di cupola. Il cane alato Q'ursha gli lecca le catene, che si assottigliano, ma quando stanno per rompersi, i fabbri di tutto il Caucaso battono l'incudine e le catene riprendono il loro spessore.
- Ogni anno la prigione montana si apre e il prigioniero ritorna per una notte all'aria aperta. Un uomo pietoso cerca di liberarlo, ma per colpa di una donna linguacciuta la montagna si richiude.